# أسقف دنيبرو كريفي ريه سيميون
أسقف دنيبرو وكريفي ريه سيميون (بالأوكرانية Єпископ Дніпропетровський і Криворізький Симеон) ولد باسم أوليه زينكيفيتش سنة 1979 في مدينة لينينغراد.

## سيرة حياته
ولد في 5 مايو سنة 1979 في مدينة لينينغراد. تعلم في مدرسة بلينينغراد في فترة ما بين 1986 و1997، ثم تخرج من مدرسة دينية في مدينة لوتسك سنة 2001 وبعد ذلك واصل دراساته الدينية في كييف. وكان يعمل شماسا في كاتدرائية الرسول القديس أندرواس في مدينة ديترويت بالولايات المتحدة بين 2004 و2007 ورُسم قسيسا في هذه الكاتدرائية سنة 2006. ورُسم راهبا في مركز الثالوث المقدس بمدينة ترنوبل سنة 2007 باسم سيميونون. ونقله قداسة بطريرك الكنيسة الأرثذوكسية الأوكرانية فيلاريت إلى دير القديس ميخائيل في منطقة فيدوبيتشي بكييف سنة 2009. ويحمل لقب أسقف دنيبرو كريفي ريه منذ 2011.

## تكريمه
قرر المجمع المقدس للكنيسة الأرثذوكسية الأوكرانية (بطركية كييف) بمنحه وسام الأمير القدسين فولوديمير الأكبر سنة 2012. كما مُنح الأسقف سيميون ميدالية بمناسبة 25 عاما لاستقلال أوكرانيا سنة 2016 بأمر من الرئيس الأوكراني بترو بوروشنكو.

## سيرته الذاتية
```
ولد في 
5 مايو
 سنة 
1979
 في مدينة 
لينينغراد
. تعلم في مدرسة ب
لينينغراد
 في فترة ما بين 
1986
 
و1997
، ثم تخرج من مدرسة دينية في مدينة 
لوتسك
 سنة 
2001
 وبعد ذلك واصل دراساته الدينية في كييف. وكان يعمل شماسا في كاتدرائية الرسول القديس أندرواس في مدينة 
ديترويت
 بالولايات المتحدة بين 
2004
 
و2007
 ورُسم قسيسا في هذه الكاتدرائية سنة 
2006
. ورُسم راهبا في مركز الثالوث المقدس بمدينة 
ترنوبل
 سنة 
2007
 باس
سيميون
ون. ونقله قداسة بطريرك الكنيسة الأرثذوكسية الأوكرانية فيلاريت إلى دير القديس ميخائيل في منطقة فيدوبيتشي بكييف سنة 
2009
. ويحمل لقب أسقف دنيبرو كريفي ريه منذ 
2011
.
```

## تكريمه
قرر المجمع المقدس للكنيسة الأرثذوكسية الأوكرانية لبطركية كييف بمنحه وسام الأمير القدسين فولوديمير الأكبر سنة 2012. كما مُنح سيميون ميدالية بمناسبة 25 عاما لاستقلال أوكرانيا سنة 2016 بأمر من الرئيس الأوكراني بترو بوروشنكو.